# Tordenskjold & Kold
Tordenskiold & Kold är en dansk långfilm i regi av Henrik Ruben Genz, med Jakob Oftebro och Martin Buch i huvudrollerna. Handlingen utspelar sig år 1720 och följer den hyllade dansk–norske viceamiralen Peter Tordenskjold i slutskedet av hans liv, efter stora nordiska kriget, när han ger sig ut på en friarresa tillsammans med sin kammartjänare Kold. Filmen fick dansk premiär 28 januari 2016.

## Rollista
- Jakob Oftebro – Peter Tordenskjold
- Martin Buch – kammartjänare Kold
- Natalie Madueño – Leonora Ployart
- Kenneth M. Christensen – kapten Ployart
- David Dencik – Dr. Mabuse
- Björn Kjellman – Axel Staël von Holstein
- Torstein Bjørklund – Ole Jacobsen
- Martin Greis – kung Fredrik IV
- Julie Agnete Vang – Anna Sophie Reventlow
- Ole Christoffer Ertvaag – Casper Wessel

## Produktion
Manuset är skrivet av Erlend Loe. Filmen är producerad av Nimbus film med samproducenter i Tjeckien, Norge och Sverige. Projektet fick åtta miljoner danska kronor i produktionsstöd från Danska filminstitutet. Inspelningen började 13 oktober 2014.